# Armatocereus rauhii
Armatocereus rauhii är en kaktusväxtart som beskrevs av Curt Backeberg. Armatocereus rauhii ingår i släktet Armatocereus och familjen kaktusväxter.

## Underarter
Arten delas in i följande underarter:
- A. r. balsasensis
- A. r. rauhii